# 真屋順子
真屋 順子（まや じゅんこ、1942年1月8日 - 2017年12月28日）は、日本の女優。特技は日本舞踊（藤間流名取／藤間翠受）。身長156cm、体重52kg。夫は俳優の高津住男（2010年死別）。髙津との間に子はいない。

## 来歴・人物
朝鮮の釜山生まれ。
終戦で3歳のときに引揚げ、日田市で育つ。
大分県立日田高等学校中退後、松竹歌劇団（SKD）に入団。
俳優を志し、俳優座養成所卒業（俳優座13期生）後、劇団雲に研究生として入る。
芸名の名付け親は劇団雲の創立メンバーの一人である芥川比呂志。本名では堅すぎるということで、催馬楽の古歌のひとつ「あずまや」から「まや」をとって真屋の字をあて、順子は真屋に対して字画が良いということで字を選んだ。
1975年、演劇集団 円に参加。
1980年に夫の髙津と劇団樹間舎を旗揚げ。
1970年代はライオンの家庭用食器洗剤などのCMにも出演。
家庭的なイメージを作り上げ、1976年から放送されて高視聴率を記録した『欽ちゃんのどこまでやるの!』にお母さん役でレギュラー出演したことで人気を得る。
一方、山口百恵主演の『赤い絆』では山口の敵役を演じ、当たり役となるも、視聴者からの反感を買って相当悩んでいたという。それを察した萩本欽一から「ドラマが終わったら、『欽どこ!?』に（メディア出演の）ウエイトを大きくしなよ」とアドバイスされ、その言葉を胸に役を演じきった。萩本はその際に「ならば、順子さんを日本一のいいお母さんにしてあげよう!」と考え、それが三つ子ののぞみ・かなえ・たまえの誕生にも繋がっている。
2000年12月23日に音楽会の司会として舞台上に出演している最中に脳出血で倒れ、左半身麻痺などの後遺症が残った。その後は夫・髙津の懸命な看病とリハビリテーションで車椅子ながら舞台に復帰した。この様子は特番で何回か取り上げられている。
2010年に夫の髙津住男と死別。2011年5月には大動脈瘤が見つかり、4時間にも及ぶ大手術を行い、一からリハビリに取り組んだ。
2011年9月20日、NHK Eテレ「福祉ネットワーク にっぽん リハビリ応援団▽私のリハビリ体験談 第2回 真屋順子」に出演。ビデオだけでなくスタジオでのトークにも出演した。
2017年7月21日、出演したTBSテレビ『爆報! THE フライデー』で、ほぼ寝たきりの状態となったことが明らかになった。これが生前最後のメディア出演となった。
同年12月28日3時46分、全身衰弱のため東京都文京区の病院で死去。75歳没。2018年1月5日に死去が報じられた。没後の同年2月15日にお別れの会が催され、萩本欽一、見栄晴、小堺一機など『欽どこファミリー』が出席して故人を偲んだ。

## 主な出演

### 映画
- 大幹部 無頼（1968年、日活） - 浅見節子
- 四年三組のはた（1976年、日活）
- トラブルマン 笑うと殺すゾ（1979年、東宝）
- トロピカルミステリー 青春共和国（1984年、東宝）
- 青空に一番近い場所（1994年、サードステージ）

### テレビドラマ
- 連続テレビ小説（NHK総合）
  - たまゆら（1965年–1966年）
  - おはなはん（1966年-1967年）
  - よーいドン（1982年-1983年）※ナレーション
- 人形佐七捕物帳（1965年、NHK総合）
- 判決 第137話「求めあい」（1965年、NET）
- 黄色い風土（1965年–1966年、NET）
- 氷点 第4話・第7話（1966年、NET）
- 木下恵介劇場 / 記念樹 第23話・第24話（1966年、TBS）
- 都会の顔－ウィリアム・アイリッシュ「幻の女」より（1966年、NHK総合）
- 怒濤日本史（MBS）
  - 後白河法皇（1966年10月30日）
  - 足利尊氏（1966年11月13日）
- ザ・ガードマン（TBS / 大映テレビ室）
  - 第43話「顔の消えた男」（1966年）
  - 第206話「新婚旅行は地獄へどうぞ」（1969年）
  - 第292話「女の復讐は口笛にのって」（1970年）
- おーい!わが家（1967年、CX）
- 銭形平次（CX / 東映）
  - 第49話「恐怖の心中」（1967年） -  さよ
  - 第210話「腕白小僧」（1970年） - お美加
  - 第277話「狼が死ぬ時」（1971年） - お美和
  - 第299話「一度死んだ女」（1972年） -  お千代
- 桃太郎侍（1967年–1968年、NTV / 三船プロ） - 小鈴
- 俺は用心棒 第1シリーズ 第21話「おっかあの唄」（1967年、NET / 東映） - お八重
- 妻のかがり火（1968年、TBS） - 松崎弥生（主演）
- 大河ドラマ（NHK総合）
  - 天と地と（1969年） - 弥々
  - 新・平家物語（1972年） - 師ノ局
- 五人の野武士 第18話「剣だけが知っていた」（1969年、NTV / 三船プロ） - お十世
- 三匹の侍 第6シリーズ 第24話「白刃有情」（1969年、CX） - 千枝
- 大坂城の女 第2話「許されざる恋」・第3話「二人だけの天守閣」（1970年、KTV / 東映） - 由美
- 鬼平犯科帳 第1シリーズ 第50話「かまいたち」（1970年、NET / 東宝） - おのぶ
- キイハンター 第115話「復讐は夜ニヤニヤ笑う」（1970年、TBS / 東映）
- 徳川おんな絵巻 第9話「新入り女中大活躍」・第10話「女と男の決斗」（1970年、KTV / 東映） - 藤乃
- 怪奇十三夜 第8話「女の冷たい手」
- 大忠臣蔵 第20話「哀しき士情」・第21話「女間者」（1971年、NET / 三船プロ） - おその
- プレイガール  第106話「女殺しのテクニック」（1971年、12ch / 東映） - 勝子
- 遠山の金さん捕物帳（NET / 東映）
  - 第34話「桜吹雪の散る男」（1971年） - 雪江
  - 第95話「二人の亭主をもつ女」（1972年） - おゆき
- 軍兵衛目安箱 第14話「誰も知らない女」（1971年、NET / 東映） - おたか
- 水戸黄門 第3部 第27話「夕映えの対決 -宮崎-」（1972年、TBS / C.A.L） - 高林くみ
- 荒野の素浪人 第32話「非情 人斬り賭場」（1972年、NET / 三船プロ） - 八枝
- 世なおし奉行 第10話「夕日の宿場」（1972年、NET / 東映）
- だいこんの花（1972年–1977年、NET）
- 火曜日の女シリーズ ある朝、突然に…（1972年、NTV）- 古田みつこ
- 大岡越前 第3部 第31話「享保太平記（後篇）」（1973年、TBS / C.A.L） - 千寿姫
- ママはライバル 第46話「一大事! 弟がいた!」（1973年、TBS / 大映テレビ）
- 地獄の辰捕物控 第23話「夜の終りに殺しを見た」（1973年、NET / 東映）
- 太陽にほえろ! （NTV / 東宝）
  - 第36話「危険な約束」（1973年） - 江崎圭子
  - 第116話「マカロニ・ジーパンそしてテキサス」（1974年）- 水沢絵里
  - 第210話「栄光」（1976年） - 斉田美佐子
- 銀河テレビ小説（NHK総合）
  - 坂の上の家（1973年） - 愛子
  - となりの芝生（1976年） - 高平咲子
- 子連れ狼 第1部 第4話「一石橋」（1973年、NTV / ユニオン映画） - 美代
- 刑事くん 第3部 第22話 「一人と一ぴき」（1973年、TBS / 東映）
- 赤ひげ 第44話「祭り、夏草、走馬灯」（1973年、NHK総合） - おきわ
- 非情のライセンス 第9話「兇悪の道」（1973年、NET / 東映） - 佐久間鈴子
- 必殺仕置人 第20話「狙う女を暗が裂く」（1973年、ABC / 松竹） - 蝶丸
- 白い牙 第4話「愛憎悲歌・有光洋介」（1974年、NTV / 大映テレビ） - 孤児院のシスター
- おしどり右京捕物車 第7話「忍（しのぶ）」（1974年、ABC / 松竹） - およう
- 八州犯科帳 第10話「涙を棄てた女」（1974年、CX / C.A.L） - おしの
- 傷だらけの天使 第1話「宝石泥棒に子守唄を」（1974年、NTV / 東宝） - タケシの母
- 破れ傘刀舟 悪人狩り（NET / 三船プロ）
  - 第59話「天保飛脚人異聞」（1975年） - 亀沢知世
  - 第95話「ある少年の旅立ち」（1976年） - 綾
- はぐれ刑事 第10話「本ボシ」（1975年、NTV / 国際放映） - 高木夫人
- 大江戸捜査網 第223話「隠密同心 一番長い日」（1975年、12ch / 三船プロ） - お静
- 夜明けの刑事 第88話「完全犯罪! 狙われた女子高校生」（1976年、TBS / 大映テレビ） - 斉藤房江
- 俺たちの旅 第19話「新婚旅行がまた大変です」（1976年、NTV / ユニオン映画） - 谷部長夫人
- 大都会 闘いの日々 第14話「もう一人の女」（1976年、NTV / 石原プロ） - 市村文子
- 人形佐七捕物帳（1977年、ANB / 東映） - お粂
- 赤い絆（1977年–1978年、TBS / 大映テレビ） -  志摩登喜
- その町を消せ!（1978年、NHK総合） - 森田明子
- コメットさん（1978年、TBS / 国際放映） - 沢野佐和子
- 愛LOVEナッキー（1980年、TBS / 東宝） - 森下春
- GOGO! チアガール (1980年、TBS)
- 長谷川テルの青春（1980年、TBS）
- 淋しいのはお前だけじゃない（1982年、TBS） - 花村月之丞
- 東芝日曜劇場 / まま・あい・らぶ・ゆー（1991年、北海道放送）
- 次男次女ひとりっ子物語（1991年、TBS / テレパック） - 桜井恭子
- はぐれ刑事純情派 第7シリーズ 第1話（1994年、ANB / 東映） - 奈良本史子
- 名奉行 遠山の金さん 第7シリーズ 第11話「二昼夜の自由 切腹かけた初恋」（1995年、ANB / 東映） - 服部妙
- ひとり暮らし（1996年、TBS） - 花淵牧子
- 彼女たちの時代（1999年、CX） - 羽村みどり
- 夢駆ける大地（2001年、NHK総合）
- ちいさな橋を架ける（2001年、MBS）

### バラエティその他
- 欽ちゃんのどこまでやるの!（テレビ朝日）
- トライ&トライ（NHK総合テレビ）
- 笑顔TO(と)えがお（1994.04~1995.03、ミヤギテレビ・東北電力提供）
- 森田一義アワー 笑っていいとも!（1986年8月11日・1995年9月29日・1999年5月12日、フジテレビ）テレフォンショッキングゲスト

他多数

### CM
- トヨタ自動車 クラウン（MS60前期）（1971年）※田中浩と共演
- ライオン　ママレモン（食器洗い洗剤）、シャワシャワ（入浴剤、1987年）
- ヤマト運輸　引越サービス（1987年）